# Prințul Adalbert al Prusiei
Prințul Adalbert al Prusiei (Adalbert Ferdinand Berengar Viktor; 14 iulie 1884 – 22 septembrie 1948) a fost al treilea fiu al kaiserului Wilhelm al II-lea al Germaniei și a primei lui soții, Augusta Viktoria de Schleswig-Holstein.

## Biografie

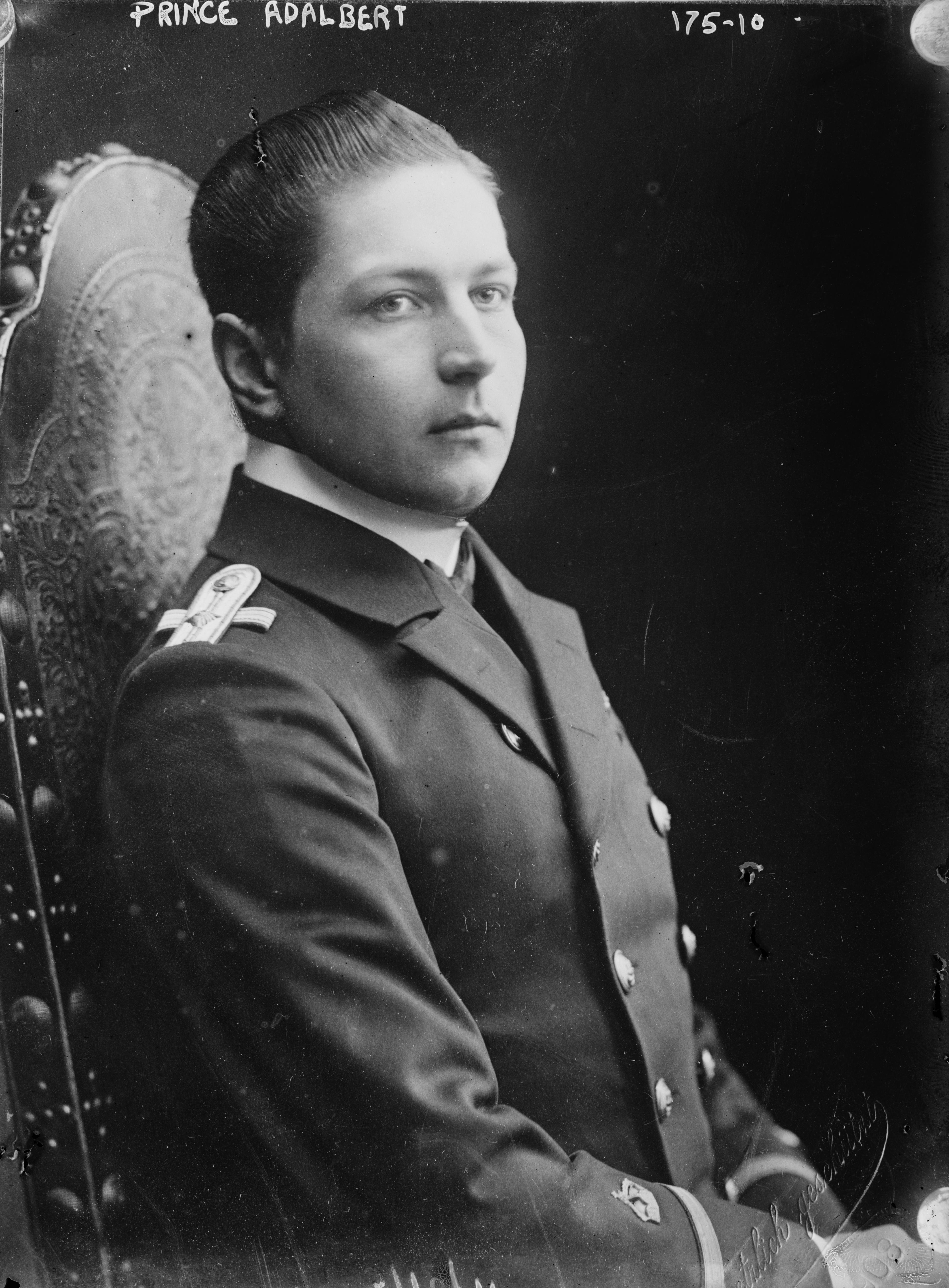
Prințul Adalbert al Prusiei, 1908.

Adalbert s-a născut la Palatul Nou din Potsdam, care era reședința de vară a părinților săi. A fost al treilea fiu al împăratului Wilhelm al II-lea al Germaniei (1859–1941) și al primei lui soții, Augusta Viktoria de Schleswig-Holstein (1858–1921). Când s-a născut, în timpul domniei străbunicului său, împăratul Wilhelm I, era al cincilea în linia de succesiune la tron, după bunicul său, tatăl său și doi frați mai mari. Adalbert a mai avut trei frați mai mici și o soră, Victoria Luise.
De la naștere, tatăl său i-a destinat o carieră în marină, după unchiul nou-născutului, Prințul Heinrich al Prusiei. A primit, împreună cu frații săi, o educație strictă. Tânărul prinț a avut doi preceptori: vechiul atașat militar german la Viena, generalul maior von Deines și un preceptor civil, M. Kessler. Ei au fost ajutați în sarcinile lor de un profesor, Fechner și un educator, sublocotenentul von Rauch. În fiecare săptămână, un sergent major al primului regiment de infanterie venea să învețe băieții cum să tragă cu armele. Adalbert a învățat engleza de la Miss Atkinson, franceza de la M. Girardin, pianul și vioara. Însuși împăratul Wilhem al II-lea i-a dat lecții de echitație.
Mama lor, împărăteasa Augusta Victoria a temperat cu o oarecare indulgență această creștere strictă. Ea participa la lecții, mese și la culcarea celor șapte copii, toți născuți între 1882 și 1892. În schimb, tatăl lor nu ezită să-i pedepsească sau să distribuie corecții. Fratele cel mare, Wilhelm, Prinț Moștenitor al Germaniei, era foarte autoritar cu frații mai mici.
Copiii aveau câteva momentele de recreere și amuzament cu soldații de plumb (pentru a învăța multiplele uniformele militare ale armatei imperiale) sau plimbări în jurul palatului.
În timpul Primului Război Mondial, Adalbert al Prusiei a fost comandantul navei Dantzig, apoi timp de trei ani a comandat un  distrugător.
În 1919, Adalbert și familia sa au părăsit Kiel pentru Bad Homburg. Sănătatea mintală precară a prințesei Adalbert (născută Adelaide de Saxa-Meiningen) a forțat familia să facă vizite frecvente în Elveția, unde până la urmă familia s-a și stabilit în anul 1928, pe malul Lacului Geneva. Au trăit în discreție sub pseudonimul de contele și contesa Lingen.

## Căsătorie
La 3 august 1914, la Wilhelmshaven, Germania, Prințul Adalbert s-a căsătorit cu Prințesa Adelheid de Saxa-Meiningen "Adi" (1891-1971) și au avut următorii copii:
- Prințesa Victoria Marina (n./d. 4 septembrie 1915)
- Prințesa Victoria Marina a Prusiei (11 septembrie 1917 – 21 ianuarie 1981) care s-a căsătorit cu un avocat american, Kirby Patterson, și a avut copii
- Prințul Wilhem Victor (15 februarie 1919 – 7 februarie 1989) care s-a căsătorit la Donaueschingen la 20 iulie 1944 cu contesa Marie Antoinette Hoyos (1920–2004) și a avut următorii copii:
  - Prințesa Marie Louise (n. 18 septembrie 1945), care s-a căsătorit la 22 mai 1971 cu contele Rudolf von Schönburg; are copii
  - Prințul Adalbert Alexander Friedrich Joachim Christian (n. 4 martie 1948), care s-a căsătorit la 14 iunie 1981 cu Eva Maria Kudicke; are copii